# کینا (داغستان)

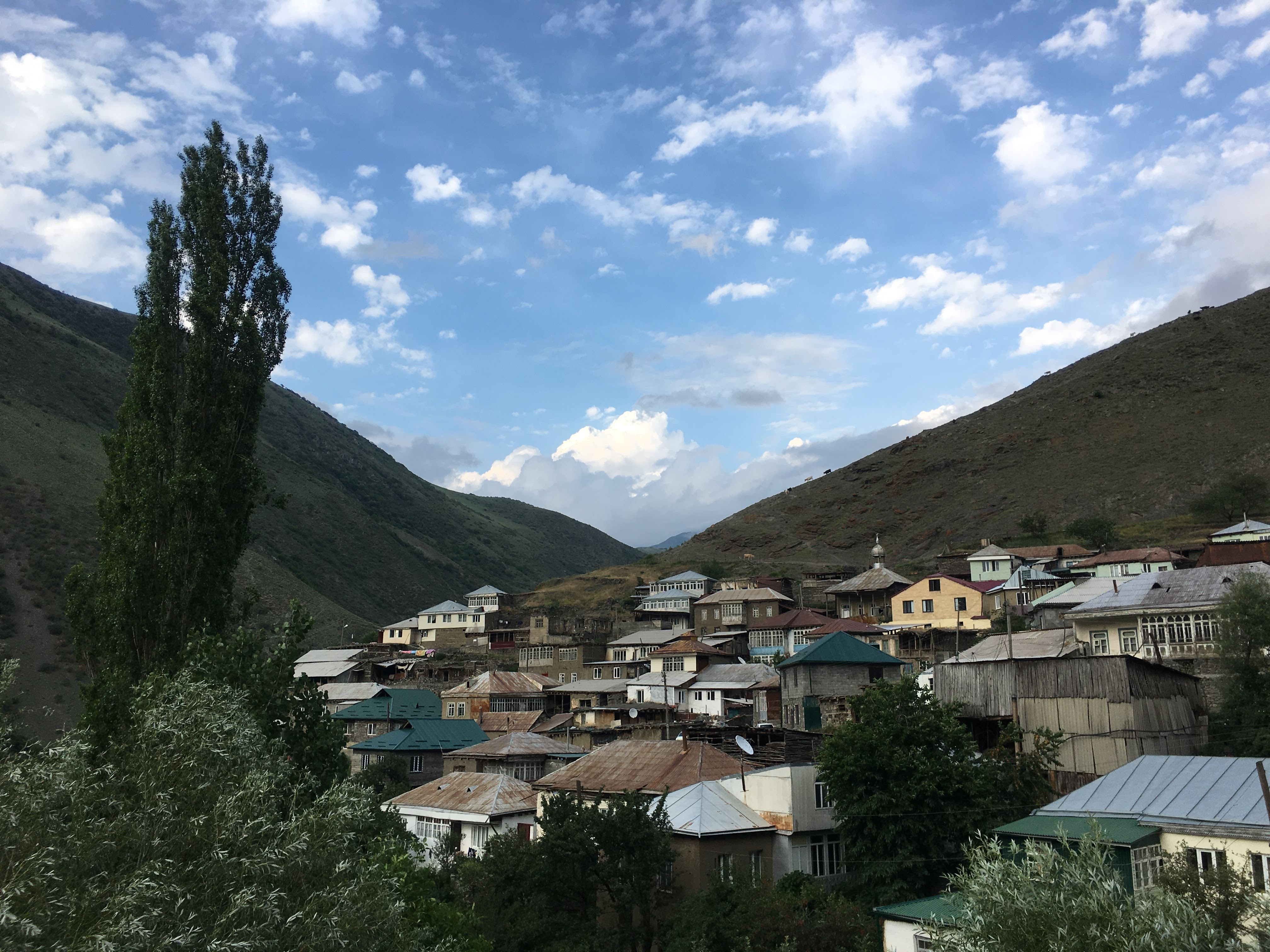
منظره ای از کینا

کینا (به لاتین: Kina) یک منطقهٔ مسکونی در روسیه است که در داغستان واقع شده‌است.